# Wawne
Wawne is een civil parish in het bestuurlijke gebied East Riding of Yorkshire, in het Engelse graafschap East Riding of Yorkshire met 975 inwoners.

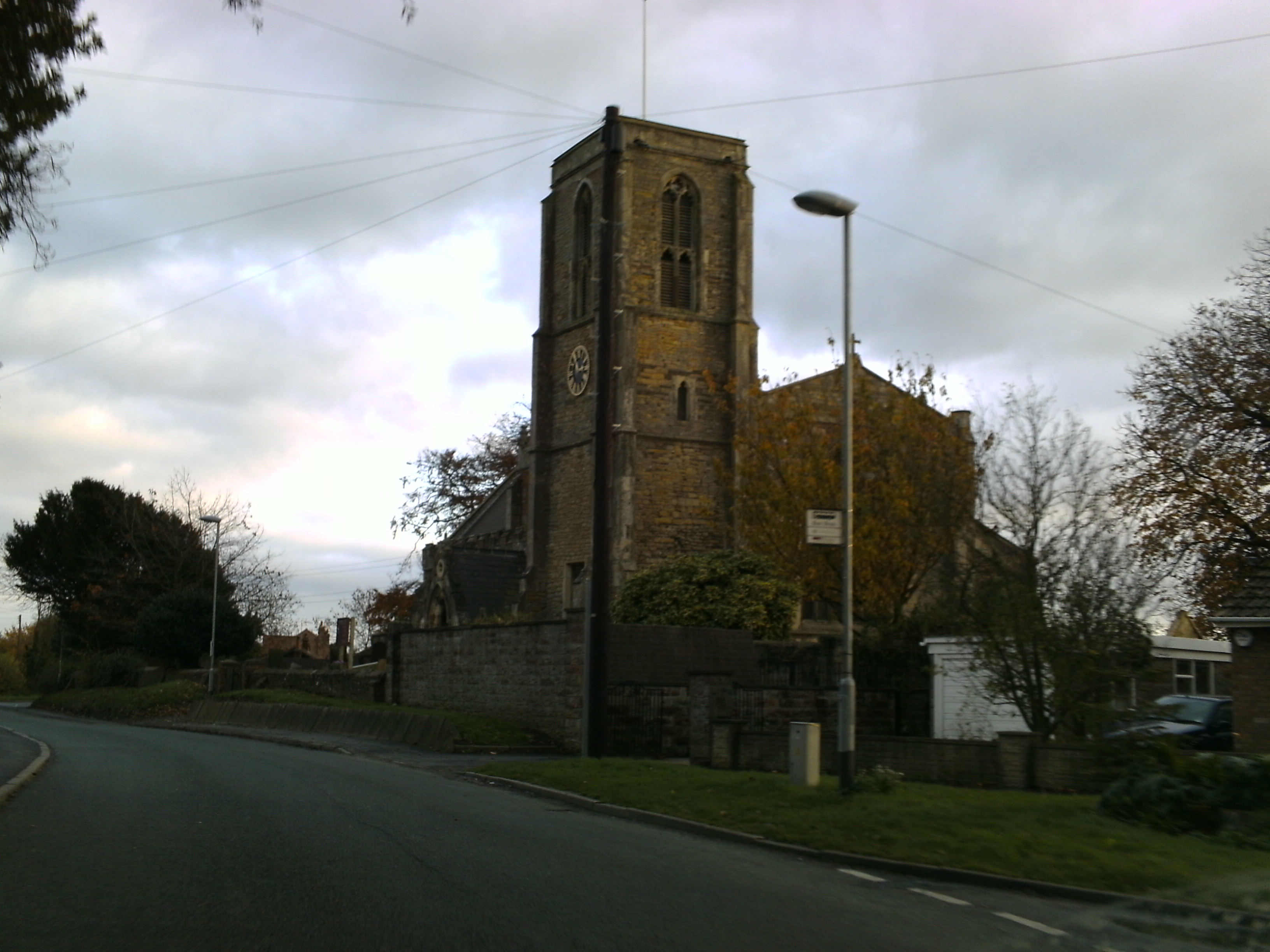
Kerk van Wawne
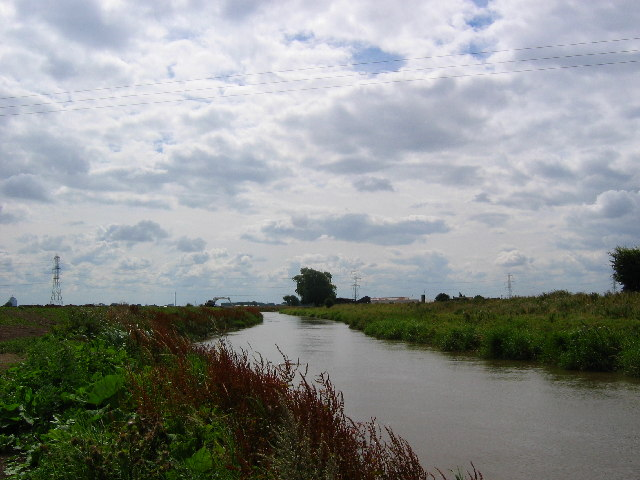
Rivier de Hull bij Wawne